# Soft2Bet
Soft2Bet es una empresa tecnológica de iGaming, fundada en 2016 por Uri Poliavich. Con sede en Malta, está especializada en casinos online y apuestas deportivas, como plataformas llave en mano, herramientas de gamificación, etc.

## Historia
En 2019, Soft2Bet obtuvo la certificación ISO 27001, la cual es necesaria para cumplir con las normas internacionalmente reconocidas para la gestión de la seguridad de la información.
En julio de 2024, Soft2Bet lanzó Soft2Bet Invest, un Fondo de Innovación para iGaming de 50 millones de euros destinado a apoyar a las startups y empresas emergentes del sector del juego.

## Marcas
Soft2Bet opera múltiples marcas localizadas de casinos online y apuestas deportivas, entre ellas:
- Betinia
- CampoBet
- ToonieBet
- QuickCasino
- Don.ro
- ElaBet
- Yoyocasino

## Licencias y mercados
Soft2Bet cuenta con 19 licencias en 11 jurisdicciones reguladas, entre las que se incluyen: Dinamarca, Grecia, Irlanda, Italia, Malta, Ontario (Canadá), Rumanía y Suecia.

## Tecnología y productos
Soft2Bet incluye servicios B2B llave en mano:
- Plataforma de Gamificación MEGA.[11][12][13]
- Sistema de Gestión de Cuentas de Jugadores (PAM).[14][15]

## Asociaciones
Soft2Bet colabora con numerosos socios de contenido y pago:
- Proveedores de juegos: PlayN' Go, Inspired Gaming, NoLimit City, ELK, Pragmatic Play, Amusnet, Octoplay, ELA Games y otros.
- Métodos de pago: Skrill, Neteller, Klarna, Trustly, Paysafecard, AstroPay, Iºnterac y más.

## Dirección
The company is led by its founder and CEO Uri Poliavich. Other senior executives include:
- Max Portelli – Director Financiero
- Oksana Tsyhankova – Directora de Marketing
- Martin Collins – Director de Desarrollo de Negocios
- Yoel Zuckerberg – Director de Compras
- David Yatom Hay – Director de la Asesoría Jurídica
- Oleksii Zhytnik – Director Ejecutivo

## RSC y filantropía
Desde 2024, Soft2Bet presta apoyo financiero continuo a la Fundación Puttinu Cares, una organización no gubernamental maltesa que ayuda a pacientes y familias que viajan al extranjero para recibir tratamiento médico. La empresa dona 10 000 euros al mes, lo que permite a la fundación ofrecer alojamiento gratuito en el Reino Unido a niños, jóvenes y adultos malteses que reciben atención médica crítica.
Cada mes, entre 60 y 90 familias de Malta viajan al Reino Unido para recibir tratamiento. Las contribuciones de Soft2Bet han ayudado a unas 120 familias en 2024, cubriendo los gastos de mantenimiento de los apartamentos, los servicios públicos y los gastos operativos. Esta colaboración ha contribuido a aliviar la carga financiera de las familias, permitiendo a Puttinu Cares centrarse en proporcionar apoyo emocional y logístico en momentos de enfermedad grave.
En 2024, la empresa llevó a cabo 28 programas de RSC, apoyó a 34 organizaciones y contribuyó con más de un millón de euros a causas sociales.

## Premios y reconocimientos
- MiGEA Awards (2021) – Mejor Producto de Casino Online[20]
- SiGMA Europe (2022) – Plataforma del Año
- SBC Awards (2023) – Proveedor de Plataformas del Año, Operador del Año en el Norte de Europa
- EGR Nordics (2024) – Innovación In-House del Año[21]
- iGaming Sword Awards (2024) – Proveedor Llave en Mano del Año[22]
- B2B SiGMA Europe Awards (2024) – Punto de Venta Único (plataforma MEGA)[23]
- SBC Awards (2024) – Innovación en Móvil, Innovación en Entretenimiento en Casinos, Líder del Año (Uri Poliavich)[24]